# Miconia luteola
Miconia luteola är en tvåhjärtbladig växtart som beskrevs av Célestin Alfred Cogniaux. Miconia luteola ingår i släktet Miconia och familjen Melastomataceae. Inga underarter finns listade i Catalogue of Life.